# Debbi Morgan
Debbi Morgan (* 20. September 1956 in Dunn, North Carolina) ist eine US-amerikanische Schauspielerin.

## Leben und Wirken
Morgan debütierte in der Komödie Cry Uncle aus dem Jahr 1971. Im Thriller Taxi Driver (1976) war sie in einer kleinen Nebenrolle zu sehen. In den Jahren 1976 bis 1977 trat sie in einigen Folgen der Fernsehserie What’s Happening!! auf.
In den Jahren 1982 bis 1990 und 1994 bis 1996 spielte Morgan in der Fernsehserie All My Children. Für ihre Rolle wurde sie im Jahr 1986 für den Daytime Emmy Award nominiert, den sie 1989 gewann. In den Jahren 1986 und 1990 wurde sie für den Soap Opera Digest Award nominiert. Für ihre Rolle in der Fernsehserie The City (1995) wurde sie 1996 für den Image Award nominiert.
Morgan spielte im Filmdrama Eve’s Bayou (1997) neben Samuel L. Jackson eine der größeren Rollen. Für diese Rolle gewann sie im Jahr 1998 den Independent Spirit Award und den Chicago Film Critics Association Award, außerdem wurde sie für den Golden Satellite Award und erneut für den Image Award nominiert. Für die Rolle im Boxerdrama Hurricane (1999), in dem sie an der Seite von Denzel Washington spielte, wurde sie im Jahr 2000 ein weiteres Mal für den Image Award nominiert. Für ihre Auftritte in der Fernsehserie Soul Food in den Jahren 2001 und 2002 konnte sie 2002 diesen Preis gewinnen.
Nach ihren Ehen mit den Schauspielern Charles Weldon und Charles S. Dutton heiratete Morgan im Jahr 1997 Donn Thompson.

## Filmografie (Auswahl)
- 1971: Cry Uncle
- 1975: Mandingo
- 1976–1977: What’s Happening!! (Fernsehserie)
- 1979: Roots – Die nächsten Generationen (Roots: The Next Generations, Miniserie)
- 1979: Love Boat (The Love Boat, Fernsehserie, eine Folge)
- 1982–1990: All My Children (Fernsehserie)
- 1984: The Jesse Owens Story
- 1987: Guilty of Innocence: The Lenell Geter Story
- 1994–1996: All My Children (Fernsehserie)
- 1995: The City (Fernsehserie)
- 1997: Eve’s Bayou
- 1999: Hurricane (The Hurricane)
- 2001–2002: Soul Food (Fernsehserie)
- 2002–2003: Charmed – Zauberhafte Hexen (Charmed, Fernsehserie)
- 2004: Woman Thou Art Loosed
- 2005: Coach Carter
- 2006: Relative Strangers
- 2006: Color of the Cross
- 2011–2012:  Schatten der Leidenschaft (The Young and the Restless, Fernsehserie)
- 2013: All My Children (Internet und Fernsehserie)
- 2014–2015: Power (Fernsehserie)
- 2018: Rent-An-Elf: Die Weihnachtsplaner (Rent-an-Elf, Fernsehfilm)
- 2024: Tyler Perry's Divorce in the Black